# Mouvement nappy
Pour les articles homonymes, voir Nappy.
Le mouvement nappy est la dénomination francophone du natural hair movement (littéralement « mouvement pour des cheveux naturels ») né aux États-Unis dans les années 2000,. Ce mouvement désigne des femmes noires souhaitant conserver leurs cheveux crépus,,,.

## Définition et caractéristiques
En anglais américain, le mot « nappy » » signifie notamment « crépu ». Ce terme est souvent utilisé avec une connotation négative, un terme plus neutre pour traduire le terme crépu est « frizzy ».
Le cheveu naturel africain a fait l'objet de dénigrement depuis la traite négrière. Des Afro-descendantes se sont par la suite réappropriées positivement le mot nappy, considéré dans les pays francophones comme un rétroacronyme formé de « natural » et de « happy »,,,.
Ces femmes, appelées nappy girls ou nappies, abandonnent le défrisage et laissent pousser leurs cheveux au naturel. Leur coupe peut être simple ou bien plus élaborée, par l'adoption, par exemple, de vanilles, de nattes & tresses africaines ou encore de locks,.

## Cheveu crépu: fil d'Ariane de l'histoire des Afro-descendants
On peut aborder dans un ordre antéchronologique la relation inconsciente que les Afro-descendantes entretiennent avec leur texture capillaire.
Depuis les années 2000, aux États-Unis puis en France et en Afrique, des femmes noires ont pris conscience que leurs cheveux crépus peuvent être beaux.
Cela  remet en question l'association subconsciente intériorisée crépu = laid. Elles cessent dès lors de se conformer avec l'idéal esthétique dominant cheveux beaux = cheveux lisses.
Les nappies se réconcilient ainsi à travers leurs cheveux avec leur africanité,,.
Ce retour au naturel est, à l'ère du bio,, favorisé par la prise de conscience des effets nocifs des défrisants sur le cuir chevelu : démangeaisons, plaques rouges, brûlures, casse du cheveux ou pire : alopécie (perte de cheveux). Pourtant, parmi les femmes noires, 98 % se sont défrisées au moins une fois dans la vie ; et les défrisants représentent pas moins de 70 % des achats cosmétiques effectués par cette population. C'est dans les années 1980-1990 que le défrisage s'est généralisé.
Plus tôt dans les années 1970-1980, c'est le « Jheri curl », autre technique d'assouplissement du cheveu crépu, qui est à la mode dans la communauté afro-américaine, popularisé en particulier par des célébrités comme Michael Jackson dans Thriller.
Dans ces mêmes années, une coiffure fait également son apparition : ce sont les dreadlocks (mèches de cheveux emmêlées naturellement), popularisées par Bob Marley et plus généralement par la musique reggae et le mouvement Rastafari. Cette coiffure peut être une marque de distinction sociale et spirituelle : « l'adoption de cheveux longs ou très atypiques [peut traduire] la rébellion et le refus des valeurs dominantes. »,

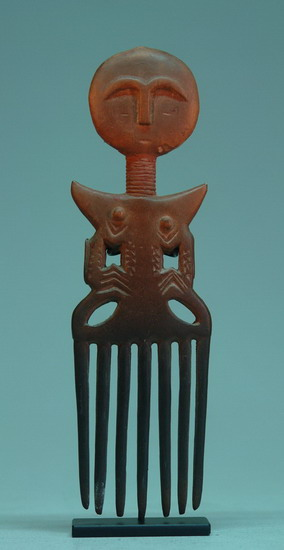
Un peigne africain ashanti (Ghana).

Avant cela, dans les années 1960-1970, règne la ségrégation raciale aux États-Unis entre les Noirs et les Blancs. Angela Davis, jeune activiste militante des droits de l'homme et membre du mouvement révolutionnaire des Black Panthers créé en 1966, rend célèbre la « coupe afro ». Cette coiffure dense et sphérique symbolise alors l'émancipation et l'affirmation culturelle des Afro-américains. Elle est adoptée par de nombreuses stars comme Diana Ross ou les Jackson 5,,,,.
Un siècle plus tôt, en 1865, l'esclavage est aboli à l'issue de la guerre de Sécession. Les populations noires cherchent néanmoins à lisser leurs cheveux crépus, afin de se rapprocher de l'esthétique dominante, ne serait-ce que pour trouver du travail. L'instrument le plus utilisé à l'époque est le peigne chaud (en), jusqu'en 1909, où Garrett A. Morgan invente une crème défrisante révolutionnaire,,,.
Durant les 400 ans d'esclavage, les conditions de servitude ne permettent pas de prendre soin de ses cheveux, qui font l'objet de dénigrement par le maître : « nappy » devient péjoratif,.
La déportation de millions d'Africains les séparent de leurs pratiques esthétiques d'origine en matière de soin du cheveu.
Dans les traditions ancestrales, la coiffure est « une activité pendant laquelle se transmettent l’histoire des généalogies aux enfants, et bien d’autres traits de leur culture ». Chaque coiffure africaine est codifiée selon le groupe ethnique et le statut de la personne.
« C'est la perte de cet instrument [le peigne africain], d'autant plus précieux qu'il est indispensable au soin du cheveux crépus, qui va désolidariser les Noirs de la nature de leurs propres cheveux, qu'ils  ne seront plus considérés que comme « difficiles à coiffer ». (...) L'Africain fut arraché à son peigne lorsqu'il fut arraché à sa terre natale et ainsi, dépossédé d'un symbole culturel irremplaçable, héritage et accessoire de sa culture de la beauté. »
— Juliette Sméralda,  Peau noire, cheveu crépu : l'histoire d'une aliénation

## Culture nappy aujourd'hui
Depuis près de 10 ans, grâce au Web 2.0, certaines partagent leurs conseils de beauté via : 
- des blogs : Black Girl Long Hair[1],[21],[22], Naturally Curly[1],[21],[23], Curly Nikki[1],[24],[25], Hair Lista[21],[26], Afrobella[1],[27],[28] aux États-Unis ; Racines Crépues[29] au Québec ; Black Beauty Bag[10],[30],[31],[32], Afrobelle[33], Ivy-Mag[34],[35] et Les-Afronautes[36] en France ;
- des pages Facebook : 
  -  États-Unis : Natural Chica[37],[21],[38] ;
  -  France : Révèle-toi[34], Boucles d’Ébène[39],[40],[41], Belle Ébène[42],[43], Natural Hair Academy[3],[44], Black and Beautiful[45],[46],[47] ;
  -  Côte d'Ivoire : Nappys De Babi[3],[12],[48] ;
  -  Cameroun : Les Bidouilles d'une Nappy[12],[4], So Natural So Me[12],[49] ;
  -  Afrique du Sud : My Fro & I[50] ;
  -  Togo : Frisettes & Co.[12] ;
  -  Mali : Nappys de Bamako[51] ;
  -  Niger : Les Nappy Du Niger[52].

- des forums :

Beauté d'Afrik en France ; Long Hair Care Forum,,, Black Naps, et Nappturality, aux États-Unis ; 
- des webzines :

Naturally Happy Hair aux États-Unis ; FashizBlack,, Afrosomething,, en France ; Afro Style Magazine aux Pays-Bas; 
- des vidéos : Beautiful Naturelle[3],[34] en France.

Ces sites web étendent le phénomène nappy sur la planète avec pour objectif la mise en avant de la beauté noire,,.
Chacune a ses raisons propres de retrouver cette authenticité : pour certaines, préserver leurs cheveux trop souvent malmenés par des méthodes de coiffures agressives (tissages trop serrées) ou par des produits défrisants chimiques nocifs ; pour d'autres, préférer esthétiquement les cheveux crépus malgré la pression des standards de beauté dominants,,,.
Le mouvement nappy est encouragé par le choix fait par des stars d'abandonner le défrisage pour un retour à leurs cheveux naturels : parmi les icônes nappies figurent Erykah Badu,, Aïssa Maïga,, Lupita Nyong'o,, Solange Knowles,,,,, Inna Modja, ou encore Janelle Monáe,.

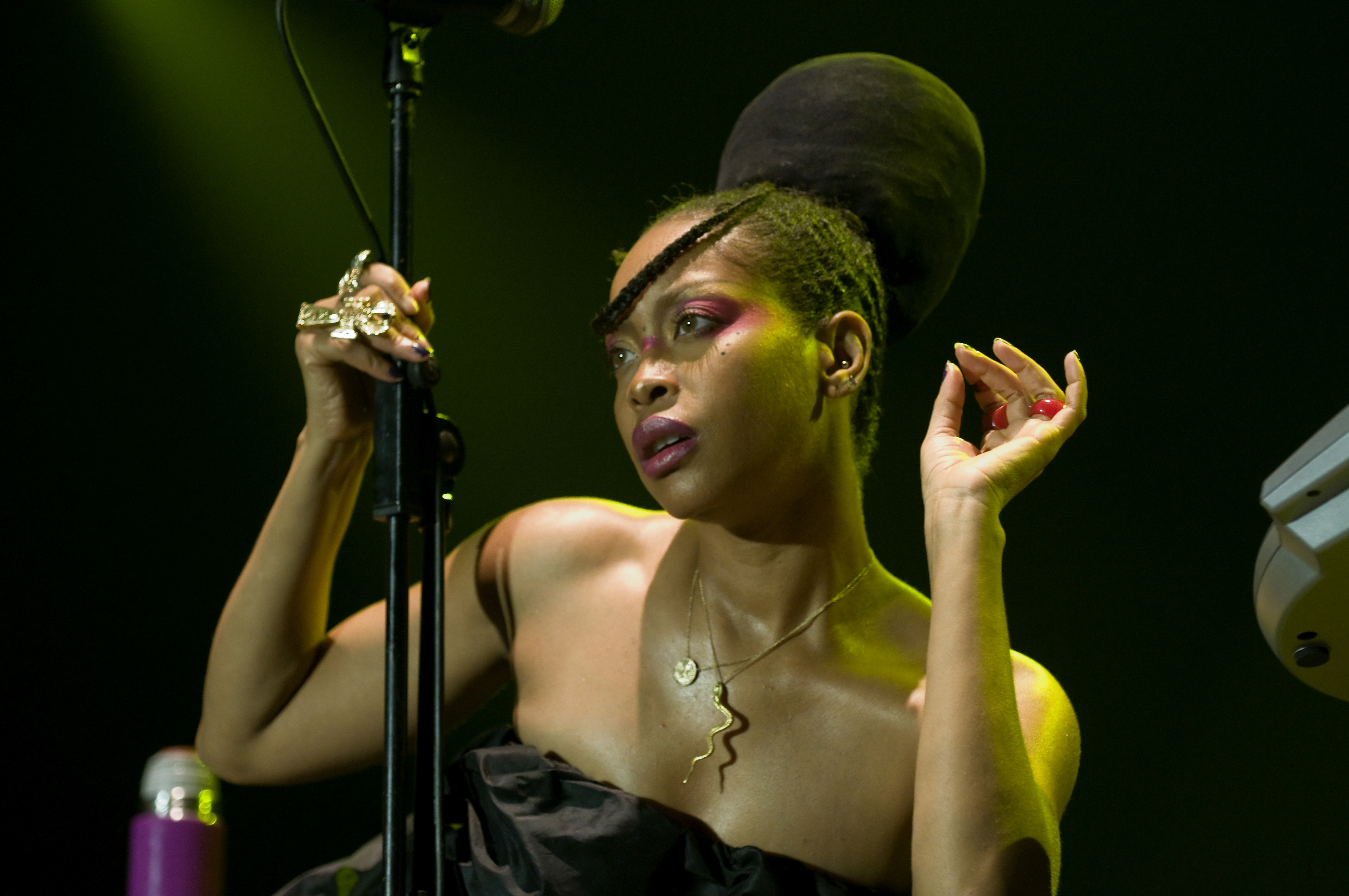
Erykah Badu en concert en juillet 2008.

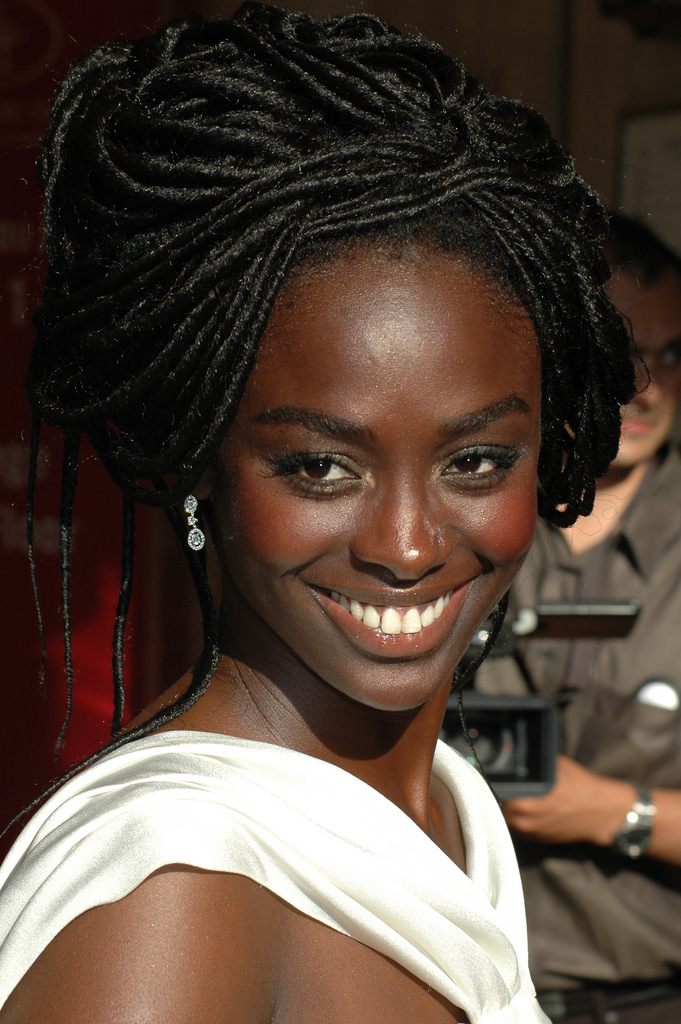
Aïssa Maïga au Festival de Cannes 2007.
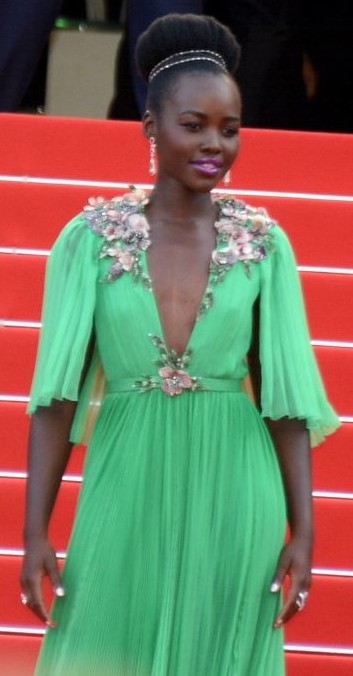
Lupita Nyong'o au Festival de Cannes 2015.
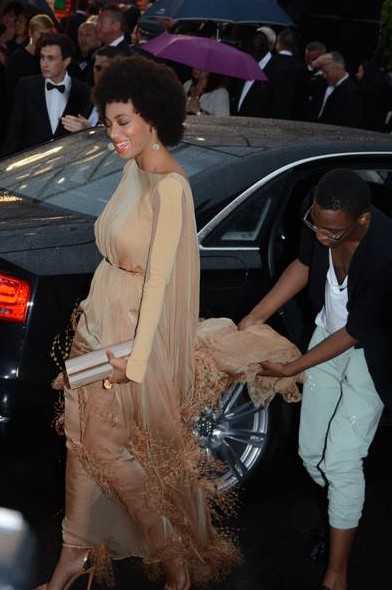
Solange Knowles au Festival de Cannes 2013.
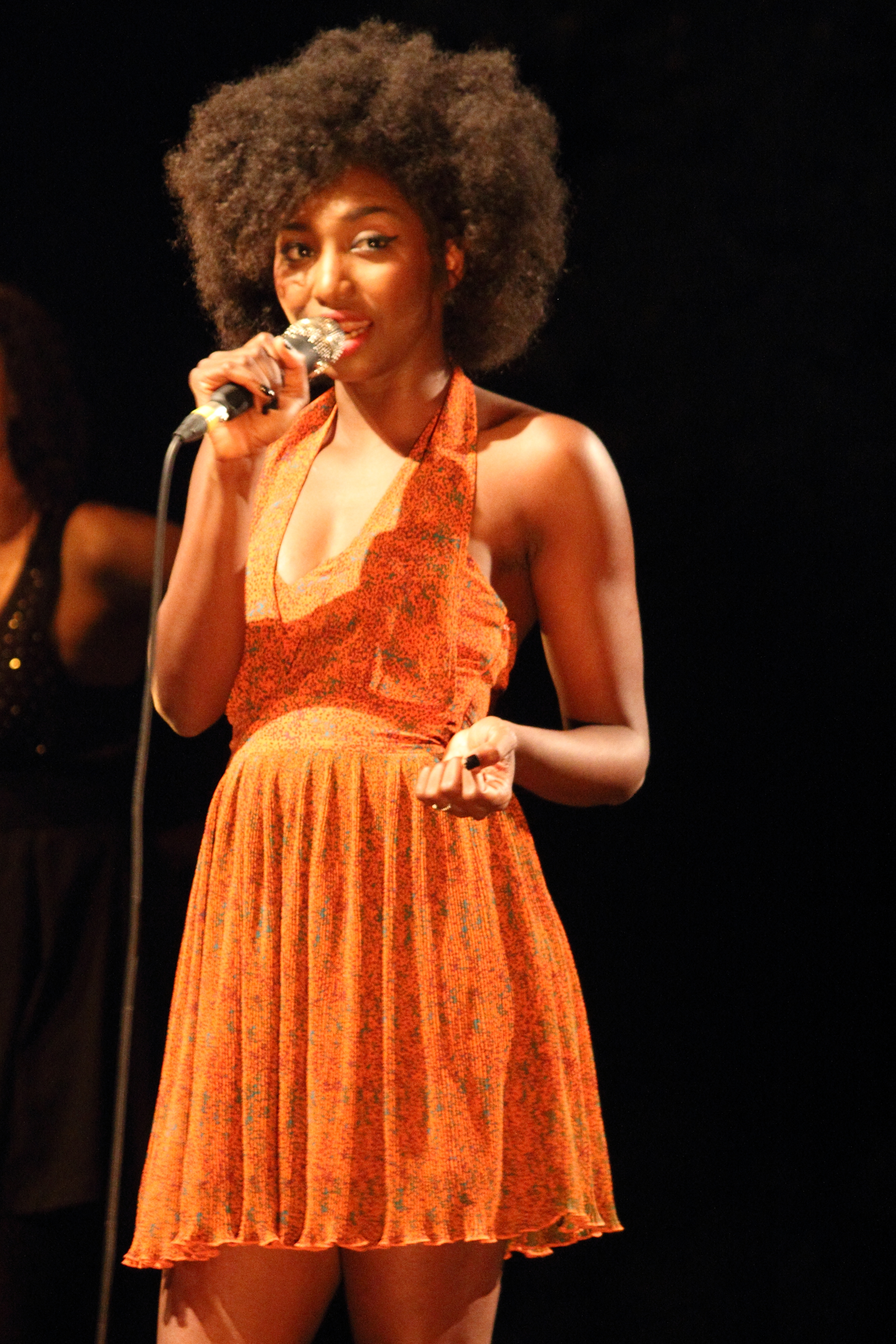
Inna Modja lors de son concert à Vaux-sur-Mer le 9 août 2012.
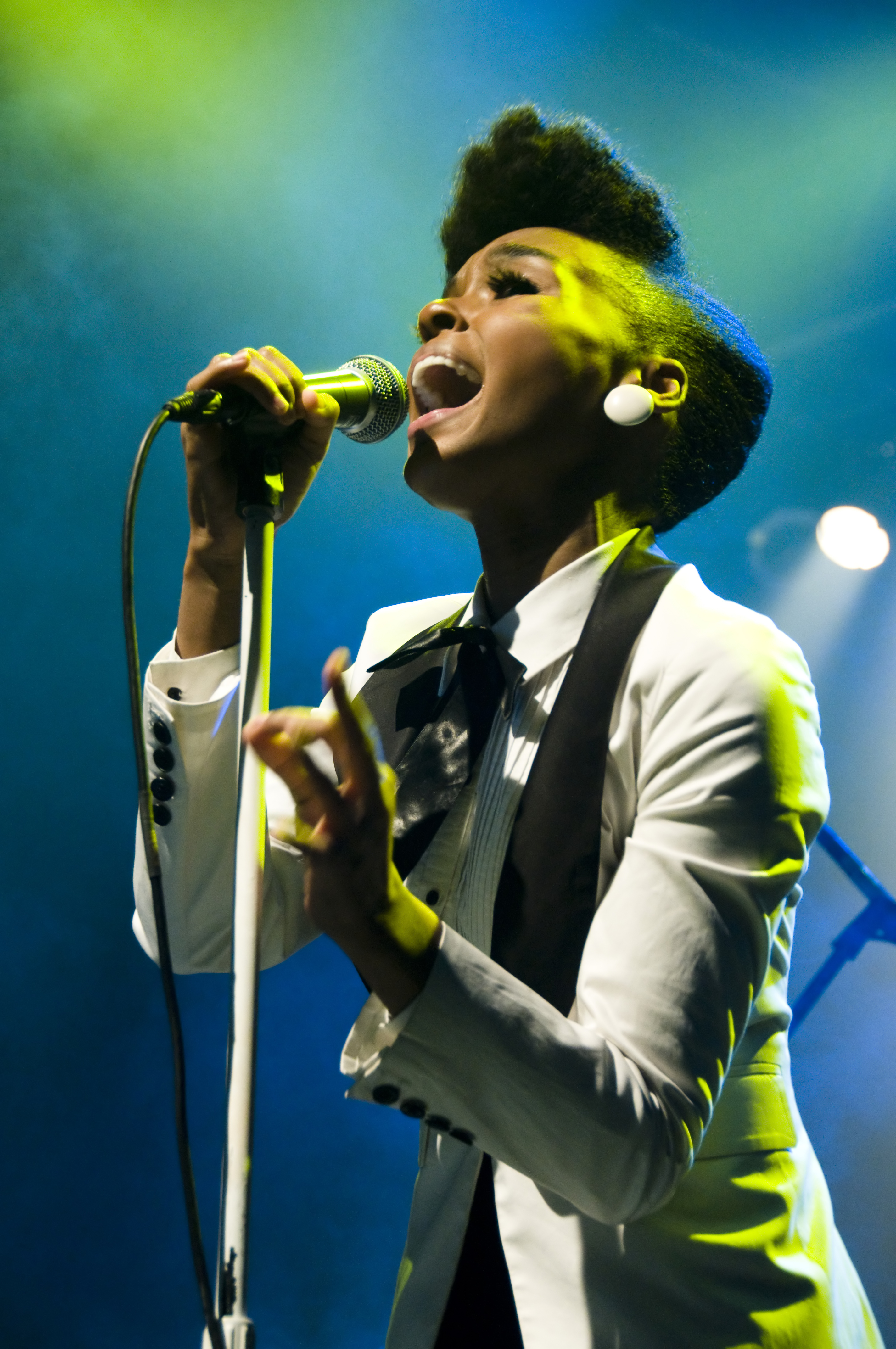
Janelle Monáe chante en live au Austin Music Hall à l'occasion du SXSW en mars 2009.

En dehors des frontières américaines, plusieurs événements se développent pour accompagner le mouvement nappy, notamment en France et en Afrique: 
- Le salon « Boucles d'ébène » : manifestation, existant depuis dix ans, consacrée à la coiffure et la beauté noire[3],[40],[71],[41].
- Le concours de « Miss Nappy Paris » : l'élection d'une Miss Nappy pour promouvoir la beauté du cheveu afro[3],[72].
- Les « Massalia Nappy Days » : conférences, projections de documentaires et défilé de mode[73].
- Le festival « Crépue d'ébène» à Abidjan (Côte d'Ivoire) : consacré à la beauté naturelle de la femme africaine et mettant en valeur les cheveux crépus[74].
- La « Natural Hair Academy » : évènement pour comprendre le cheveu crépu, journées de conseils par des intervenants[3],[44].
- Le festival « AfricaParis » : consacré à la culture afropéenne[3].

## Critiques
Certaines nappies, surnommées nappex (nappy extrémistes), se radicalisent et affirment que le défrisage est une marque de reniement de son identité. Ces considérations culpabilisantes sont dénoncées par India.Arie et sa chanson I Am Not My Hair (en).

## Lexique nappy
Une série de termes reviennent dans le vocabulaire nappy,,,,: 
- nappy girl :  femme noire qui porte ses cheveux au naturel
- big chop : « la grande coupe » du cheveu défrisé pour laisser pousser ses cheveux au naturel
- bantu knot : petits choux de mèches roulées sur elles-mêmes
- transition : période de sevrage de défrisant
- coiffure protectrice : comme les tresses qui préservent les pointes
- tiny afro : petite coupe afro
- twist : tresse à deux brins
- twist out : coiffure qui permet de boucler son afro
- yarn locks : tresses réalisés avec de la laine
- frohawk : coiffure proche de la crête iroquoise
- shrinkage : rétrécissement de la fibre capillaire au contact de l’eau. Elles se rétractent alors et peut perdre jusqu’à 70 % de sa longueur initiale.
- nappex : mouvement de nappy extrémistes
- co-wash : se laver les cheveux à l’après-shampoing

### Filmographie
- Good Hair (en), film de 2009 réalisé par Jeff Stilson (en) et produit par Chris Rock.
- My Nappy Roots: A Journey Through Black Hair-itage (en), film de 2008 réalisé et produit par Regina Kimbell.
- Une femme de tête (Nappily Ever After), film de 2018 réalisé par Haifaa al-Mansour, adapté du roman Nappily Ever After de Trisha R. Thomas
- Hair Love, court métrage d'animation américain de 2019, réalisé et écrit par Matthew A. Cherry.
- Bad Hair, film de 2020 réalisé, écrit et produit par Justin Simien.